# Cyber metal
 (décembre 2016).
Si vous disposez d'ouvrages ou d'articles de référence ou si vous connaissez des sites web de qualité traitant du thème abordé ici, merci de compléter l'article en donnant les références utiles à sa vérifiabilité et en les liant à la section « Notes et références ».
Genres dérivés
Cyber death metal, cyber black metal
Le cyber metal est un sous-genre du metal industriel, mettant en valeur un certain côté expérimental et extrême, apparaissant lorsque certains groupes décidèrent d'intégrer une base plus synthétique, sombre et pessimiste et puisant ses influences dans la littérature de science-fiction Cyberpunk.

## Historique
Le cyber metal apparaît au milieu des années 1990 grâce à la sortie de l'album Demanufacture des américains de Fear Factory en 1995. Cela fit d'une pierre deux coups étant donné que la vague de popularité du groupe monta en flèche et que par la même occasion, ce dernier devint le précurseur du sous-genre en question. Le groupe offrait une musique dans le genre neo-thrash, ultra mécanisée, sombre, tranchante et apocalyptique, centrée sur la mécanisation des humains et l'humanisation des machines dans un futur on ne peut plus proche.
Depuis cette date clé, quelques groupes tentèrent de mettre la main à la pâte afin d'offrir une réelle identité à ce sous-genre musical encore méconnu. Si des formations telles que Division Alpha réussirent à intégrer une touche très robotique, sombre et synthétique à sa musique, ce n'est qu'en 2003 avec la sortie de l'album SETI de The Kovenant puis en 2004 avec celle de Slave Design de Sybreed que le terme fut pour la première fois créé et employé. Les Suisses de Sybreed s'inspiraient du côté cybernétique de Fear Factory et du côté lourd, mathématique et syncopé de Meshuggah, alors très influent. 
À la suite de l'émergence de ces groupes et de la montée en puissance du metal moderne[Quoi ?] courant 2000, suivant les traces de Meshuggah, il exista plusieurs tendances dans l'exécution du cyber metal, et ce, en fonction des groupes d'inspiration, ces derniers ayant été citées précédemment. De plus, certaines formations n'hésitèrent pas à mélanger le cyber metal avec du death metal tel que Hypnosis ou Thy Disease, ou avec du black metal tel que Illidiance sur leur album Nexaeon.
À partir de ce moment, Illidiance devint en Russie une des figures les plus importantes en matière de cyber metal, mélangeant la tendance electro metal[Quoi ?] de son pays avec le côté mécanique, percutant, apocalyptique et pessimiste de Sybreed ou de Fear Factory. Le combo lâcha de ce fait leur aspect black metal au profit d'un aspect plus moderne mais tout aussi cybernétique, inspirant des tas de formations russes tels que Seecrees ou All For Fake.
La fin des années 2000 et le début des années 2010 dénotent une montée en puissance de groupes mélangeant le cyber metal et le metalcore voire le death metal mélodique, s'inspirant de Sybreed, de Soilwork ou de Scar Symmetry tels que Logical Terror, The Interbeing ou Cruentus. 

## Caractéristiques

### La musique
Le cyber metal est avant tout un condensé de metal industriel, voire lElectro[Quoi ?] ayant la particularité d'être expérimental et extrême, de détenir des riffs tranchants et froids, un rythme mécanique et parfois robotique, un chant décharné, déshumanisé voire synthétique, et des éléments électroniques plus ou moins omniprésents, renforçant non seulement l'aspect futuriste de la musique mais aussi cette sensation de déshumanisation. Selon certaines tendances, le tout peut se teinter d'éléments EBM voire techno, comme avec Herrschaft ou Defcon.

### Les ambiances
Grâce à cet ensemble musical, les ambiances deviennent encore plus relevées et permettent de différencier le cyber metal d'un simple metal industriel ou electro[Quoi ?]. Ainsi les atmosphères sont plus
sombres, plus mélancoliques et pessimistes, plus apocalyptiques, froides et torturées. L'ajout d'autres instruments comme le piano ou les violons peuvent renforcer ce côté tragique et l'irrémédiable décadence de l'humanité.

### Le concept
Ajouté aux éléments musicaux et aux ambiances, le concept est le dernier point déterminant. En effet, le concept est toujours futuriste et visionnaire, mettant toujours en lumière le futur décadent d'un être humain submergé par les avancées technologiques. La grande influence se situe majoritairement dans la littérature Cyberpunk.
Ainsi, il n'est pas étonnant de se retrouver avec des albums nous racontant la mécanisation de l'humain, l'humanisation des machines, les conséquences des avancées technologiques, les problèmes vis-à-vis de la cohabitation humain/machine, leur relation, ainsi qu'une certaine oppression, toujours opérée dans un monde futuriste et en déclin technologiquement avancé... On peut tout aussi bien se retrouver dans l'esprit d'un esprit torturé, pénétrer la psychologie d'un homme transformé, ou nous retrouver au milieu d'une bataille entre humains et machines... ou tout simplement entre humains, entraînant leur perte à coup de pistolaser.
À noter que la musique, les ambiances et le concept sont indissociables : la seule séparation d'un de ces trois éléments relègue le groupe en question au rang de metal industriel. 
Ainsi si l'on veut être synthétique, on peut tout à fait faire une équation telle que : metal industriel extrême et expérimental + ambiances + concept = cyber metal.

## Les symboles
Les symboles les plus retrouvés et les plus caractéristiques sont sans doute le masque à gaz, le logo biohazard (danger biologique), et les robots. 

## Les groupes
La montée en puissance du cyber metal dans le monde du metal industriel ne s'opéra qu'au milieu des années 2000. Les groupes se font de plus en plus nombreux, évolution technologique et peur du futur oblige.

### Quelques albums particulièrement représentatifs
| Année | Groupe           | Album                 | Label                 |
| ----- | ---------------- | --------------------- | --------------------- |
| 1995  | Fear Factory     | Demanufacture         | Roadrunner Records    |
| 2000  | Division Alpha   | Fazium One            | Holy Records          |
| 2003  | The Kovenant     | SETI                  | Nuclear Blast         |
| 2003  | Atrophia Red Sun | Twisted Logic         | Adipocere             |
| 2004  | Sybreed          | Slave Design          | Reality Entertainment |
| 2004  | Scorngrain       | Cyberwarmachine       | Dynamic Art Records   |
| 2005  | Interlock        | Crisis//Reinvention   | Anticulture           |
| 2006  | Thy Disease      | Rat Age               | Empire Records        |
| 2006  | Hord             | Reborn from Chaos     | Why Note/Nocturne     |
| 2006  | Hypnosis         | Seeds of Fate         | Bent Records          |
| 2007  | Crionics         | Neuthrone             | Candlelight Records   |
| 2007  | Sybreed          | Antares               | Listenable Records    |
| 2008  | Hi-Tech          | Nova                  | Self-Produced         |
| 2008  | Illidiance       | Nexaeon               | Haarbn Productions    |
| 2008  | Herrschaft       | Tesla                 | Code666 Records       |
| 2009  | Techny-Call X    | Evolution             | Danse Macabre Records |
| 2010  | All For Fake     | Forget Myself         | Molot Records         |
| 2010  | FutureRealm      | 99 % Exact            | Self Produced         |
| 2010  | Illidiance       | Damage Theory         | Mazzar Records        |
| 2011  | Deathharmonic    | Soul Burner           | HH Records            |
| 2011  | ID Vision        | Destination Cybermind | Self Produced         |
| 2011  | The Interbeing   | Edge of the Obscure   | Target Productions    |
| 2011  | Logical Terror   | Almost Human          | Reality Entertainment |
| 2011  | Mechina          | Conqueror             | Self Produced         |
| 2011  | Neurotech        | Antagonist            | Self Produced         |
| 2013  | Mechina          | Empyrean              | Self produced         |

## Les sous-genres
Le cyber metal s'est aussi déployé en d'autres sous-genres, à savoir le cyber death mais aussi le cyber black metal. Le cyber black n'est pas en majorité, malgré son existence[pas clair]. Cependant, c'est bien le cyber death qui semble s'accroître depuis quelques années.

### Le cyber death metal
Le sous-genre garde les principales caractéristiques du cyber metal et du death metal mais privilégie l'agressivité des guitares, mettant les claviers et les effets électroniques au second plan, sans que ceux-ci
ne dépassent la brutalité des riffs et des vocaux caractéristiques du death metal. C'est le cas d'Hypnosis, de Thy Disease mais aussi de l'album Neuthrone de Crionics.

### Le cyber black metal
Le sous-genre possède les caractéristiques du cyber metal et du black metal tout en se focalisant sur les ambiances et les vocaux, poussant parfois l'accent sur les claviers, afin de relever encore plus ce côté sombre, décharné et décadent. Les groupes représentatifs sont Mors In Tabula, Atrophia Red Sun, Vergeltung ou encore le « Project Regeneration » de Crest Of Darkness.